# Eurico Gaspar Dutra
Eurico Gaspar Dutra (ur. 18 maja 1883 w Cuiabie, zm. 11 czerwca 1974 w Rio de Janeiro) – brazylijski generał, polityk, prezydent Brazylii (1946–1951).

## Życiorys
Urodził się w Cuiabie, głównym mieście brazylijskiego stanu Mato Grosso. Był, jak wielu Brazylijczyków pochodzenia portugalskiego. Jego rodzina wywodziła się z portugalskich Azorów. W roku 1910 został podporucznikiem kawalerii i przez 22 lata pełnił służbę wojskową odznaczając się szczególną lojalnością wobec sprawujących władzę. Stanął po stronie zarówno urzędującego prezydenta Washingtona Luisa jak i nowo wybranego 1 marca 1930 r. Júlio Prestesa. Inaugurację prezydentury zaplanowano na 15 listopada, lecz 24 października 1930 r. nastąpił krwawy zamach stanu dokonany przez Getúlio Vargasa, który przejął władzę zostając 3 listopada 1930 prezydentem. Z tym dniem nastąpił koniec „Starej Republiki” (port. República Velha).
Wobec nowego prezydenta lojalność gen. Dutra okazał podczas powstania w São Paulo w roku 1932.
Gaspar Dutra był jedną z kluczowych postaci przy wprowadzeniu konstytucji Brazylii w 1937 r. Jego audycja radiowa 29 września tego roku przestrzegająca przed komunizmem, ułatwiła Vargasowi powtórne przejęcie władzy. 10 listopada działając na mocy wprowadzonych pod wpływem tej audycji dekretów, Vargas doprowadził do rozwiązania parlamentu i uchwalenia autorytarnej konstytucji.
W czasie II wojny światowej Dutra, jako minister wojny był jednym z generałów odpowiedzialnych za Brazylijski Korpus Ekspedycyjny, który brał udział w okresie od września 1944 do lutego 1945 w walkach na froncie włoskim, na tzw. linii Gotów. Korpus liczył 25 tys. żołnierzy i był jedynym korpusem latynoamerykańskim w Europie.
Po zakończeniu wojny, w kraju nastąpiła demokratyzacja życia politycznego. Prezydent, będąc faktycznie dyktatorem, dążył jednakże do zmiany ordynacji wyborczej, która usankcjonowałaby jego dyktaturę w następnej kadencji. Wówczas gen. Goés Monteiro, mając poparcie innych generałów z Dutrą na czele, przejął władzę nad armią i zmusił 29 października 1945 r. Vargasa do ustąpienia. Tymczasowym prezydentem kraju został prezes Sądu Najwyższego José Linhares. Doprowadził on do wyborów prezydenckich, które odbyły się zgodnie z planem w grudniu tego roku. Zwycięzcą został Eurico Gaspar Dutra. W wyborach generała poparła Brazylijska Partia Laburzystowska oraz robotnicy rolni. Oficjalnie obowiązki 19 prezydenta Brazylii Dutra przejął 31 stycznia 1946, kiedy to odbyło się jego zaprzysiężenie.
Będąc prezydentem dążył poprzez Organizację Państw Amerykańskich (OPA, ang. Organization of American States) od momentu jej powstania w 1948 r. w Bogocie, do dalszego zacieśnienia stosunków ze Stanami Zjednoczonymi. Stosunki te już wcześniej były bliskie ze względu na wzajemne zobowiązania wojenne. Rezultatem zbliżenia współpracy było m.in. utworzenie na wzór U.S. Army War College, Wyższej Szkoły Wojennej (Escola Superior de Guerra).
Sytuacja gospodarcza i ekonomiczna kraju za prezydentury Dutry z roku na rok była coraz gorsza. siła nabywcza ustawowej płacy minimalnej w l. 1944-1949 spadła do połowy. Inwestycje następowały głównie w kierunku łatwej substytucji importu, a nie produkcji różnego rodzaju artykułów pierwszej potrzeby, co w efekcie spowodowało dużą inflację. Ta zaś dotykała zwłaszcza niższe i średnie warstwy miejskie. Mający zrównoważyć sytuację, opracowany w 1948 r. teoretycznie pięcioletni plan wydatków (SALTE), został wprowadzony tylko częściowo i bez oczekiwanych rezultatów. W takiej atmosferze w kwietniu 1950 r. poprzedni prezydent Getúlio Vargas ogłosił, że stanie do kolejnych wyborów prezydenckich. Uzyskał obietnicę dowódców wojskowych, że nie przeciwstawią się jego ewentualnemu wyborowi.
31 stycznia 1951 r. został zastąpiony przez Getúlio Vargasa. Nastąpiło to w wyniku wyborów, które odbyły się 3 października 1950 r. W wyborach tych Vargas odniósł druzgocące zwycięstwo, poparło go 49% wyborców.
Ostatnia wzmianka o Dutrze, jako aktywnym polityku pochodzi z 22 sierpnia 1954 r., kiedy to znalazł się on w grupie 30 generałów żądających ustąpienia Vargasa.
Zmarł 11 czerwca 1974 w Rio de Janeiro.